# Ein todsicherer Plan
Ein todsicherer Plan ist ein deutsches Action-Drama des Regisseurs Roland Suso Richter aus dem Jahr 2014. Das Drehbuch schrieb Holger Karsten Schmidt. In der Hauptrolle verkörpert Richy Müller den Schreinermeister Klaus Roth, der zum Bankräuber wird.

## Handlung
Der Schreinermeister Roth musste seinen Betrieb schließen und fast alle Mitarbeiter entlassen, da die Zinsen, die ihm seine Hausbank abverlangte, in immer größere Höhen stiegen und er diese nicht mehr bezahlen kann. Gemeinsam mit seinem ehemaligen Angestellten, Achim Buchert, der als ausgebildeter Einzelkämpfer für die Bundeswehr in Afghanistan war, beschließt er, einen Geldtransporter zu überfallen, der die Bank, die, wie er glaubt, ihn um sein Erspartes gebracht hat, beliefert.
Der Überfall auf den Geldtransporter erweist sich als wenig nützlich, da es sich herausstellt, dass der Geldtransport nur ein Probelauf war, und der eigentliche Geldtransfer erst am folgenden Tag geplant war, da die Kassensysteme noch nicht richtig funktioniert haben. Die Situation überschlägt sich, als es länger dauert als vorgesehen, bis wenigstens die kleine Probegeldkassette des Geldtransporters geöffnet ist. Nachdem Roth und Buchert erkannt haben, dass mittlerweile die Polizei vor Ort ist, flüchten sich die beiden in die Bank, die sie eigentlich nie vorhatten zu betreten.
Die Bankangestellten und ein Angestellter der Sicherheitsfirma werden als Geiseln genommen. Während Buchert die Geiseln brutal behandelt und entschlossen scheint, den Überfall um jeden Preis zu Ende zu bringen, erscheint Roth die ganze Zeit über schwankend und fühlt sich sichtlich unwohl. Er sieht seine Tat als gerechtfertigt an, weil die Bank ihm nicht gegeben hat, was ihm aus seiner Sicht zustand (ein Darlehen). Ein Beamter der örtlichen Polizeidienststelle, der Roth persönlich kennt, ist kurz davor, ihn erfolgreich zur Aufgabe zu bewegen. Da übernimmt das Landeskriminalamt die Einsatzleitung; es wird vertreten durch die autoritär auftretende Beamtin Alexandra Beck, der es offenbar vor allem darum geht klarzustellen, dass sie allein das Kommando führt. Als immer unklarer wird, wie es den teilweise durch Schüsse von Buchert verletzten Bankangestellten geht, greift ein Spezialeinsatzkommando der Polizei ein. Roth und Buchert werden bei dem überraschenden Zugriff der Einsatzkräfte durch eine eingeschleuste Kriminalbeamtin, die sich als Krankenschwester getarnt hat, durch gezielte Schüsse getötet.

## Produktion und Veröffentlichung
Der Südwestrundfunk produzierte den Film in Zusammenarbeit mit Maran Film. Die Dreharbeiten fanden im Sommer 2013 unter dem Arbeitstitel Ein todsicheres Ding zu einem großen Teil am Marktplatz von Ladenburg statt. In der Ladenburger Lobdengauhalle gab es am 6. Mai 2014 eine Vorpremiere mit etwa 800 Besuchern. Am 14. Mai 2014 wurde Ein todsicherer Plan zum ersten Mal im Ersten ausgestrahlt und erreichte dabei 4,63 Mio. Zuschauer  sowie einen Marktanteil von 15,3 %.

## Kritiken
- Thomas Gehringer von Tittelbach.tv sah den Film als „außerordentlich spannend und bewegend“ sowie als „zeitgemäße, mehr als respektable Fernseh-Variation“ von Sidney Lumets Kinofilm Hundstage aus dem Jahr 1975.[3]

- Die Programmzeitschrift TV Spielfilm bewertet den Film in ihrem eigenen Bewertungssystem am höchsten in der Kategorie Spannung, während andere Kategorien wie etwa Humor und Anspruch eher zurückbleiben, hinter der mit mittelmäßig bewerteten Kategorie Action.[4]

- Oliver Jungen meint in der Frankfurter Allgemeinen: „Ins Zentrum des eigentlich gut konstruierten Thrillers drängt sich so linkspolitisches deutsches Erklärfernsehen, das auch noch mit deutscher Soap-Dramaturgie einhergeht […] Das ist einfach nur schade. Spannend bis zum Schluss ist dieser Film trotzdem.“.[5]